# Мухоловка-белошейка

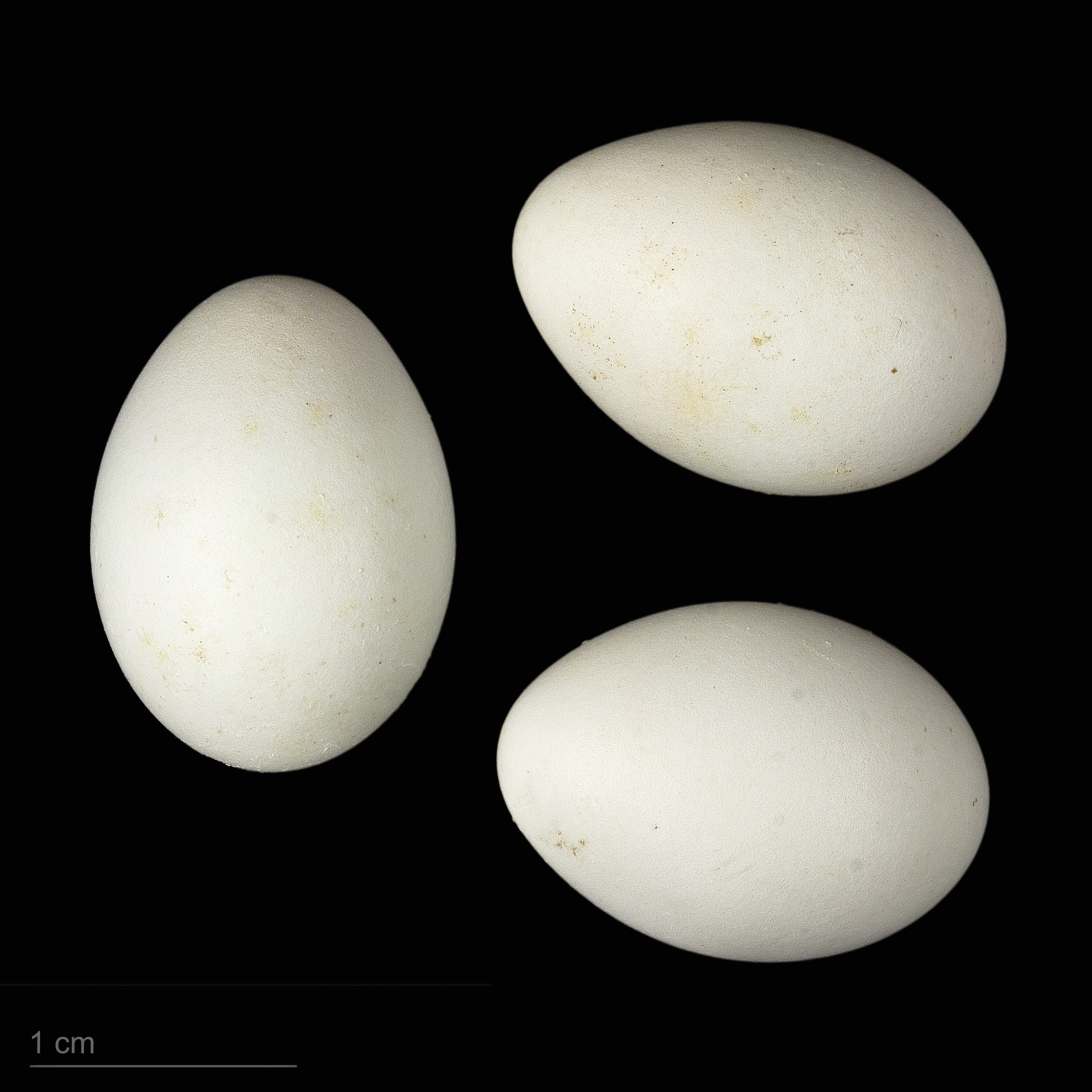
яйцо Ficedula albicollis - Тулузский музей

Мухоло́вка-белоше́йка, или березовка (лат. Ficedula albicollis) — певчая птица семейства мухоловковых (Muscicapidae). Подвидов не выделяют.

## Описание
Мухоловка-белошейка маленькая, компактного телосложения птица, длиной 13 см. Голова относительно крупная, клюв короткий, тонкий, слегка согнут наверх. Крылья широкие и заострённые, хвост длинный, тонкий и веерообразный. Самцы имеют броское чёрно-белое оперение. Голова и лицо окрашены в чёрный цвет, исключение составляет большое белое пятно на лбу и горле. Верхняя часть спины, крылья также чёрные. От крыльев тянется широкая, белая полоса. Верхняя сторона хвоста также чёрная, остальное тело окрашено в белый цвет. У самок бурое лицо, пятно на лбу, как у самцов, отсутствует, её спина и крылья серые. Затылок светло-серый, белая полоса у самцов на спине темнее. Вокруг глаз тянется светлое кольцо века. Серые ноги имеют один направленный назад и три направленных вперёд когтя. Клюв и большие глаза чёрно-серые. В зимнем наряде птицы окрашены ещё менее контрастно, напр., крылья более коричневатые. Они очень похожи на других представителей рода, особенно на мухоловку-пеструшку.

## Образ жизни
Мухоловка-белошейка охотится преимущественно в воздухе на насекомых, на земле, особенно в листве, ищет личинок, пауков и других беспозвоночных. Реже питается ягодами. Она медленно поёт с сжатыми звуками «трю-циит-тру-зиди», типичный призыв растянутое «иип».
Птица предпочитает лиственные леса и парки со старыми деревьями, кладбища и поля с фруктовыми деревьями. Она гнездится в дуплах деревьев, а также в скворечниках. Выводок появляется в период с мая по июль.

## Распространение
Мухоловка-белошейка обитает в лиственных лесах, парках и садах в Европе и Северной Азии. Она встречается на северо-западе и на юге Италии, в южной Германии, восточной Франции, в Швейцарии, Швеции, Австрии, Чехии, в Литве, Латвии, Эстонии, во всех странах Восточной Европы, в том числе в Европейской части России. На севере граница ареала доходит до 52° с. ш. В Азии мухоловка-белошейка встречается на юге России, в Казахстане и Азербайджане. С августа по сентябрь птицы мигрируют в центральную и южную Африку: от Ганы на западе до Уганды и Танзании на востоке, на юг — до севера Анголы, Замбии, севера Зимбабве. В мае белошейки возвращаются в свой гнездовой ареал.

## Популяция
Популяция насчитывает от 3 млн до 6,2 млн взрослых особей. В последних десятилетиях имелся отчётливый подъём популяций. Самые большие популяции находятся в Румынии и на Украине и охватывают примерно 600 000 птиц.